# 577 Project
577 Project (577 프로젝트?, 577 PeurojekteuLR) è un film del 2012 diretto da Lee Keun-woo.

## Trama
Sotto forma di finto documentario, la pellicola racconta la storia vera di un attore, Ha Jung-woo, che – dopo avere vinto per due anni consecutivi il medesimo premio – decide di tenere fede a una sua promessa, facendo a piedi la distanza che separa Seul da Haenam, consistente in appunto 577 chilometri. Per compiere l'avventura, Jung-woo si fa accompagnare da altri suoi colleghi e amici.

## Distribuzione
In Corea del Sud la pellicola ha goduto di una distribuzione a livello nazionale a cura della Filament Pictures, a partire dal 30 agosto 2012.